# Gechazi

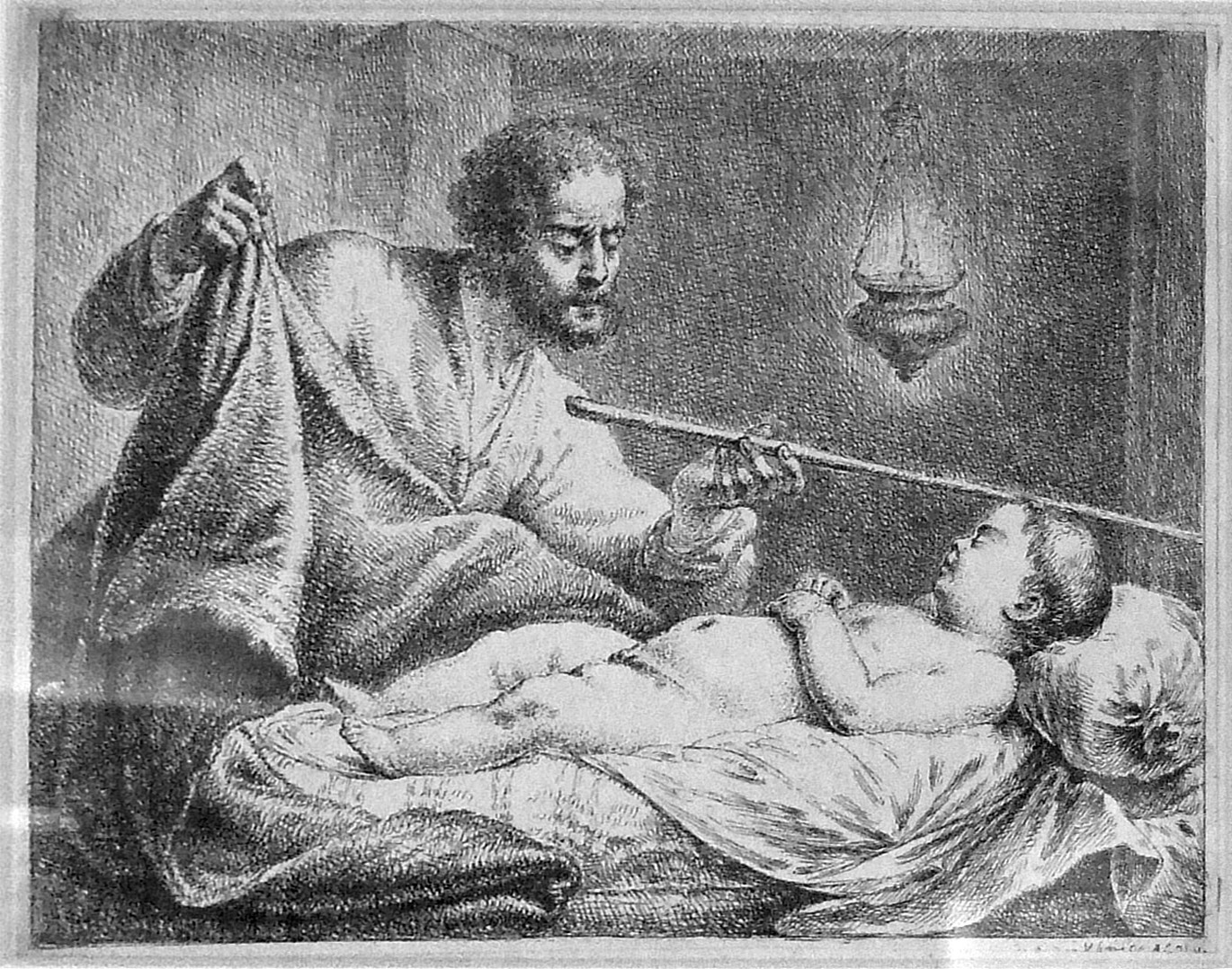
Gechazi i syn Szunemitki, akwaforta Bernharda Rodego, ok. 1780

Gechazi (hebr. גֵּיחֲזִי) – postać biblijna ze Starego Testamentu, sługa proroka Elizeusza.
Po raz pierwszy pojawia się w historii o kobiecie z Szunem (2Krl 4,12-36). Gdy Elizeusz zastanawiał się, jak wynagrodzić gościnną Szunemitkę, Gechazi wspomniał iż jest ona bezdzietna. Prorok oświadczył jej wówczas, iż zostanie obdarowana synem. Kobieta rok później urodziła dziecko, które po niedługim czasu zmarło. Szunemitka udała się wówczas do proroka, prosząc o pomoc, Gechazi próbował ją jednak przepędzić. Prorok rozkazał mu udać się do domu kobiety i uzdrowić chłopca poprzez położenie swojej laski na jego czole. Sługa wrócił jednak oświadczając, iż jego działania okazały się bezskuteczne. Wtedy Elizeusz sam wskrzesił chłopca.
Ponownie postać Gechaziego pojawia się po wyleczeniu przez Elizeusza z trądu aramejskiego dowódcy Naamana. Gdy prorok odrzucił ofiarowane mu w podzięce dary, Gechazi podążył za Naamanem i skłamał, że jego pan zmienił zdanie, po czym sam przyjął dwa talenty srebra i dwie szaty i zaniósł je w tajemnicy przed prorokiem do Ofelu. Gdy zapytany przez Elizeusza odparł, że nigdzie nie był, prorok ukarał fałszywego sługę i jego potomstwo, zsyłając na nich trąd (2Krl 5,20-27). Według tradycji rabinicznej czterej trędowaci wspomniani w 2Krl 7,3-10 to Gechazi i jego synowie.
W 2Krl 8,1-6 Gechazi ukazany jest dla kontrastu w pozytywnym świetle: Elizeusz polecił Szunamitce, by z powodu nadchodzącego głodu udała się na obczyznę. Gdy po siedmiu latach wróciła i starała się przed królem Joramem o zwrot swojego domu i pola. Gechazi opowiedział wówczas władcy czyny dokonane przez proroka, w tym o wskrzeszeniu syna Szunamitki. Wysłuchawszy go, a następnie relacji kobiety, Joram zwrócił jej całą własność. Ponieważ prawo żydowskie zabraniało kontaktu z trędowatymi, scena ta musiała wydarzyć się przed ukaraniem Gechaziego chorobą, bądź też prorok zlitował się nad sługą i uzdrowił go.